# NGC 7033
NGC 7033 (другие обозначения — PGC 66228, MCG 2-54-2, ZWG 426.6, NPM1G +14.0507, KCPG 554A) — галактика в созвездии Пегас.
Этот объект входит в число перечисленных в оригинальной редакции «Нового общего каталога».